# Explay
Explay ist ein russischer Hersteller von Mobiltelefonen, Tablet-PCs, Navigationssystemen und Unterhaltungselektronik. Das Unternehmen hat seinen Sitz in Moskau, betreibt aber Niederlassungen in 53 weiteren russischen Städten.

## Geschichte
Das Unternehmen wurde im Jahr 2005 gegründet
Im Jahr 2011 hielt Explay im Bereich Navigationssysteme mit 21,57 % Marktanteil den zweiten Platz in Russland. Nach eigenen Angaben gehört Explay auch mit seinen MP3-Playern und Tablet-PCs zu den Marktführern in Russland. Ende 2013 stellte das Unternehmen eine Smartwatch vor.
Anfang 2014 gehörte Explay zu den ersten Herstellern, die ein Smartphone mit der alternativen Android-Version Yandex.Kit des russischen Softwareunternehmens Yandex vorstellten. Explay war 2013 der viertgrößte Handyhersteller in Russland.